# ونتهیریمپتینم
ونتهیریمپتینم (به انگلیسی: Vanathirayampattinam) یک روستا در هند است که در Ariyalur district واقع شده‌است.

## خصوصیات
ونتهیریمپتینم ۴٬۱۹۵ نفر جمعیت دارد.